# Епанафора
Епанафората (на старогр. ἐπαναφορά, на латински: epanaphorá) е стилистична фигура, използвана в литературата и публицистиката, при която една и съща дума, израз или словосъчетание се повтаря в края на предходната и началото на следващата фраза, изречение или стих.